# Економіст (журнал)
«Економіст» (англ. The Economist) — впливовий щотижневий англомовний журнал. Публікується в Англії з 1843 року. Через глобальну орієнтацію «Економіст» не вважається виключно британським виданням. Традиційно видання вважає себе газетою і не підписує публікації. Станом на вересень 2024 року має понад 1,1 мільйона платних підписників, з них 66% — лише на онлайн-версію.
Основні теми, які висвітлює журнал, — політичні події, міжнародні відносини, фінансові, економічні й ділові новини, а також наука і культура. Редакція журналу дотримується позицій класичного лібералізму.
Видає «Економіст» компанія The Economist Group, що на 50 % належить приватним інвесторам і на 50 % холдингу Exor. До цього журнал належав газеті «Файненшл таймс» та холдингу Pearson PLC.
В Україні статті «Економіста» за ексклюзивною ліцензією публікує журнал «Український тиждень». Російськомовну версію ексклюзивного випуску «Економіста» «Світ у 2018 році» в Україні надрукував журнал «Новое время».

## Історія

### Джеймс Вілсон
Засновник журналу, Джеймс Вілсон, народився 1805 року в шотландському прикордонному містечку Хоїк. Був четвертим сином у багатодітній сім'ї. Підлітком працював помічником капелюшника, але дуже цікавився економікою і багато часу присвячував вивченню цього предмету. 1824 року він поїхав у Лондон, де разом із братом за фінансової підтримки батька відкрив капелюшний бізнес — Wilson, Erwin and Wilson.
Незважаючи на свою обізнаність у економіці та ділову хватку, Вілсон не зміг розвинути підприємство і наприкінці 1830-х втратив свій бізнес. Це його не затримало — Вілсон долучився до боротьби за відміну Хлібних законів (стосувалися вони мита на ввіз зернових, що не давало змоги розвиватися дрібним підприємцям). Закони скасували в 1946 році.

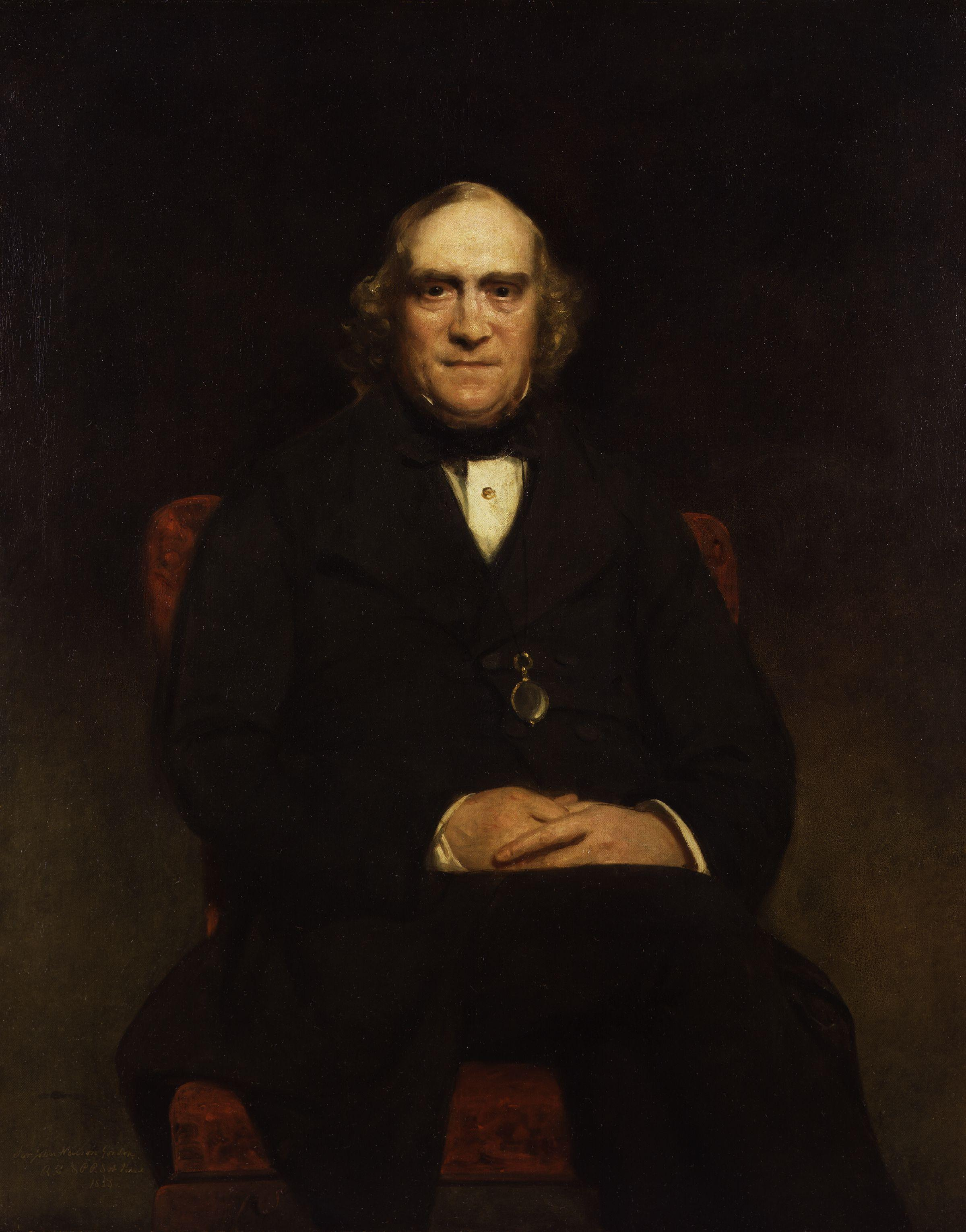
Джеймс Вілсон, засновник журналу; робота сера Джона Вілсона Гордона

Саме задля боротьби з Хлібними законами Вілсон заснував «Економіст: Журнал політики, комерції, сільського господарства та вільної торгівлі» (The Economist: The Political, Commercial, Agricultural and Free Trade Journal). Своєю метою він вважав надихнути кожного на вивчення суспільних справ. Успіх до видання прийшов не одразу. Коли це сталося, Вілсон вирішив, що може відійти від справ і зайнятися політикою, залишаючись номінальним видавцем до 1857 року.
У 1847 році почалася політична діяльність Вілсона — він був обраний у члени парламенту. У 1850-х його кар'єра зробила несподіваний поворот: спочатку його призначили секретарем Комітету з управління (Індійського комітету), згодом — фінансовим секретарем Казначейства, а потім членом Фінансової ради Індії. Робота привела його до Калькутти, де він і помер у 1860 році від дизентерії (можливо це був амебіаз).
Бюст Джеймса Вілсона виставлений у приймальні «Економіста».

### ХІХ століття
У проспекті для майбутнього видання було зазначено тринадцять тем, на яких редакція планувала зосередити увагу:
1. Програмні статті, у яких найважливіші проблеми розглядатимуться у контексті принципів вільної торгівлі.
2. Матеріали на практичні теми, які становлять мимохідний інтерес: наприклад, іноземні договори.
3. Матеріали, у яких елементарні принципи політичної економіки розглядатимуться на практиці (закони, ціни, заробітні плати, оренда, обмін, джерела прибутку, податки).
4. Звіти з парламенту, закцентовані на комерційній діяльності, сільському господарстві та вільній торгівлі.
5. Матеріали про популярні рухи, що сповідують вільну торгівлю.
6. Загальні новини з Сент-Джеймського палацу, Великого Лондону, провінцій, Шотландії та Ірландії.
7. Комерційні теми: зміни у податковому законодавстві, стан та перспективи ринків, імпорт та експорт, іноземні новини, стан промислових районів, повідомлення про важливі механічні вдосконалення, корабельні новини, грошовий ринок, розвиток залізниць та публічних компаній.
8. Сільськогосподарські теми, зокрема застосування у господарстві геології та хімії; повідомлення про нові та вдосконалені машини, стан зернових культур, ринки, ціни, іноземні ринки та ціни, конвертовані у англійські гроші.
9. Теми, що стосуються колоній та іноземних країн: торгівля, виробництво, зміни у політиці та податковому законодавстві; викриття недоліків торговельних обмежень та заборон і розписування переваг вільного обігу та торгівлі.
10. Юридичні звіти на теми торгівлі, промисловості та сільського господарства.
11. Книги, зазвичай зосереджені на торгівлі, промисловості та сільському господарстві; трактати на теми політичної економіки, фінансів та оподаткування.
12. Ціни та тижнева статистика.
13. Листування з читачами.

Уже з самого початку існування тижневик почали розповсюджувати за межами Великої Британії. 1843 року тираж видання сягав 1969 примірників; журнал складався з 16 сторінок.
У 1845 році, протягом залізничної манії, «Економіст» змінив назву на The Economist, Weekly Commercial Times, Bankers' Gazette, and Railway Monitor. A Political, Literary and General Newspaper.
У перші роки існування видання активно шукало форми подання матеріалу. Стрижневими матеріалами були редакційні статті Вілсона з актуальних проблем економічного і політичного життя. Крім того, відводилося місце світській хроніці, але подальшої бульваризації змісту не відбулося.
Найбільший наклад «Економіста» у першій половині ХІХ століття становив 4483 екземпляри (1847).
До 1860—1870-х рр. «Економіст» не мав конкурентів. Проте у 1859 році заснували тижневик Investors Cronicle, а у 1870-х — Statist.
У 1861 році головним редактором видання став Волтер Беджет, зять Вілсона. Він вважається одним із найяскравіших редакторів в історії «Економіста». Саме він зробив політику одним із основних напрямків діяльності журналу. Його іменем названа одна з авторських колонок тижневика.

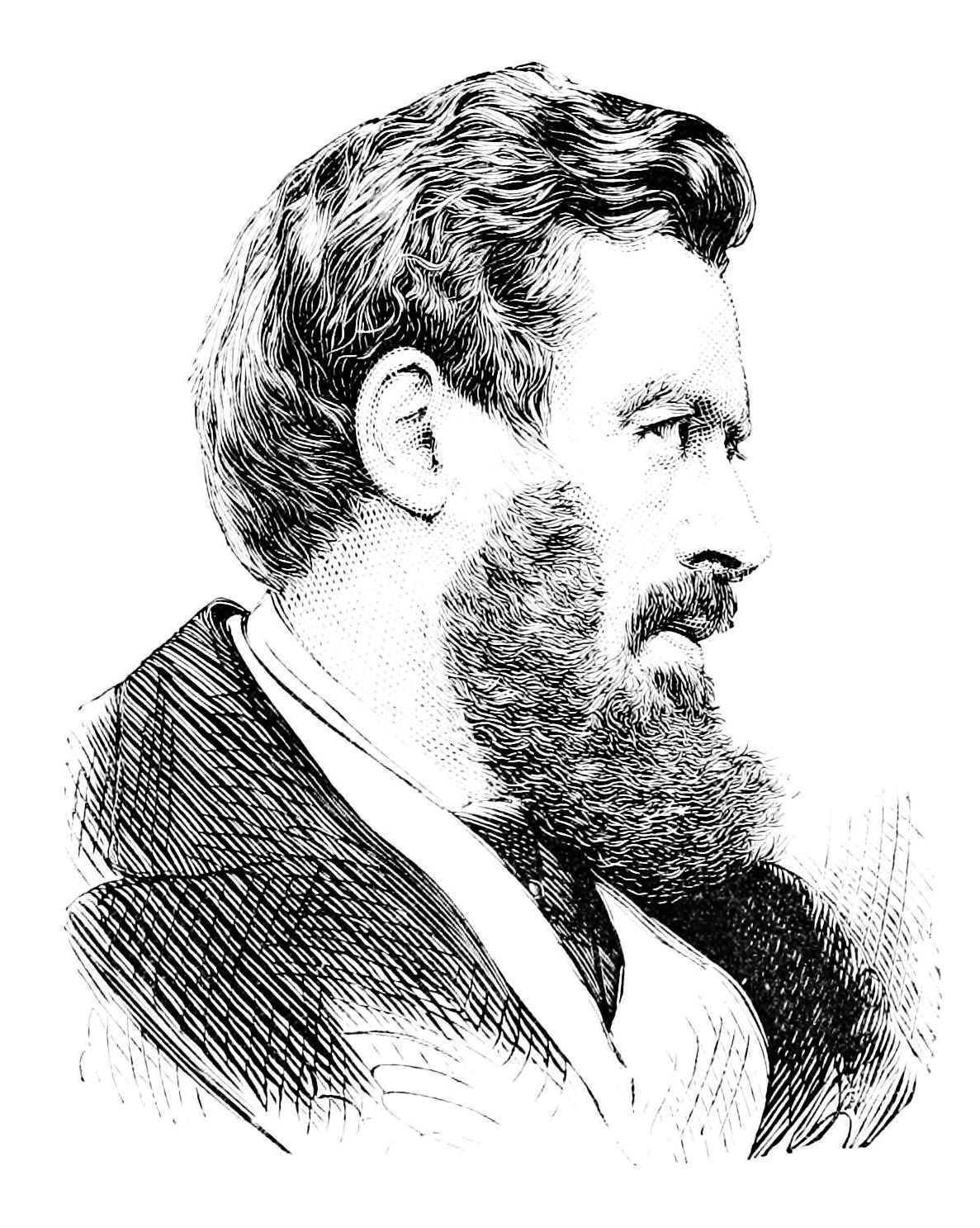
Волтер Беджет, редактор журналу

У 1877 р. тираж журналу становив 3700 примірників.
Читачем журналу був Карл Маркс, він назвав «Економіст» «європейським голосом фінансової аристократії».
Під час Великого голоду в Ірландії «Економіст» виступав за політику невтручання. Він критикував наміри англійського уряду надати Ірландії матеріальну допомогу, оскільки вважав, що Ірландії допоможе тільки відмова від протекціонізму, самозабезпечення та вільна торгівля.
Проте згодом, зі зміною соціальних настроїв у країні, позиція журналу щодо політики невтручання змінилася.

### ХХ століття
У 1920 році тираж «Економіста» виріс до 6000 примірників, а після 1945 року сягнув 18 000.
З 1928 року половиною акцій володіє «Файненшл таймс» (з 1957 р. — група Пірсона).
У 1934 році «Економіст» вперше змінив оформлення, а в 1935 році кардинально модернізував обкладинку.
У 1946 році спільно з Лондонською школою економіки створюється книжковий магазин «Економіст». Цього ж року засновано The Economist Intelligence Unit, власну аналітично-дослідницьку службу видання. Сьогодні це один із найбільших інформаційних провайдерів для транснаціональних компаній, який забезпечує об'єктивний і системний аналіз політичного, економічного й бізнесового середовища в понад 180 країнах світу та подає прогнози розвитку світової економіки..
З 1949 року під брендом «Економіст» починають випускати щоденники.
До кінця 1950-х «Економіст» займав проамериканські позиції. Велика Британія розглядался як осередок світової сили.
Коли йшлося про співробітництво Великої Британії з Європою, журнал схилявся до коопераційного підходу, але не до інтеграції. Але з кінця 1950-х по 1980-ті, коли почала йти мова про долучення Великої Британії спільного європейського ринку, «Економіст» змінив позицію і почав активно коментувати ситуацію. На перше вето, накладене на вхід Британії до спільного ринку у 1963 р., журнал відреагував обурено та виразив невдоволення Європою. «Економіст» закріпився у своїй проамериканській позиції та повернувся до давньої ідеї Атлантичного воєнного і торговельного товариства. Але друге вето у 1967 році «Економіст» сприйняв вже покірно, відмовившись від ідеї світової сили. Журнал почав розглядати спільний ринок як економічну необхідність для Великої Британії і закликав до рішучості та наполегливості у переговорах.
У 1944 році «Економіст» опублікував статтю «Noble Negatives». Вона з'явилася у період зростання взаємної критики США і Великої Британії і викликала бурхливу дискусію в ЗМІ обох країн. Стаття була нібито відповіддю на «вибух критики та зневаги» з боку США в бік Британії. Журнал ставив питання ціни, яку Велика Британія мала заплатити Америці за допомогу у Другій світовій війні; у статті вважалося, що Америка думає про Британію як про імперіалістичну, егоїстичну та пасивну країну. Журнал закликав уряд відмовитися від принизливої політики умиротворення. Британські видання підхопили позицію «Економіста», вибухнувши низкою публікацій, з нею погодилося і міністерство закордонних справ. У той же час американські видання вимагали офіційної реакції у президента Рузвельта та уряду. На думку державного секретаря Едварда Стеттініуса, Велика Британія не могла змиритися з роллю другої скрипки після стількох років лідерства.
З 1955 року «Економіст» почав підтримувати політичні партії на загальних виборах. До цього він дотримувався нейтралітету, пояснюючи це тим, що «Журналові, що переймається своєю незалежністю, було б нерозумно компрометувати її, обираючи сторони в загальних виборах». Стійкої позиції щодо партій видання не має і періодично підтримує то лейбористів, то консерваторів.
У 1956 році тираж сягнув 55 тис. У 1959 р. Рейнольдс Стоун створив логотип видання.
У 1987 році журнал знову кардинально змінив зовнішній вигляд і запустив щорічний додаток «Світ у…».
У 1989 році «Економіст» назвав холодний синтез тим, задля чого існує наука. З цього ж року журнал починає висловатися у підтримку легалізації наркотиків.
У травні 1991 року «Економіст» починає використовувати спеціально створену для нього групу шрифтів.
Журнал був проти воєнного вторгнення в Боснію.
У 1996 році «Економіст» запустив власний сайт.

### XXI століття
2001 року «Економіст» вперше виходить повністю кольоровим. 2005 року тираж перевищує 1 млн.
З 2004 року The Economist Group починає випускати журнал Intelligent Life, присвячений трендам і стилю життя.
«Економіст» підтримував вторгнення до Іраку у 2003 році (але критикував подальший перебіг подій) та війну в Афганістані. Видання також підтримало дії уряду щодо глобального потепління.
2006 тираж перевищив мільйон екземплярів, більш як половину з них продали в Північній Америці. 
З 2010 року електронні версії журналу доступні на Kindle, iPhone та iPad, а наступного року з'являються версії для Android, Barnes & Noble's Nook та Amazon Fire. Станом на листопад 2011 року журнал читають більше мільйона користувачів цифрових пристроїв.
2015 року The Economist Group спільно з Exor викупляють акції у Pearson PLC. Цього ж року головним редактором видання вперше стає жінка — Зенні Мінтон Беддоуз.
У листопаді 2019 року видання потрапило в скандал, опублікувавши відео, де на карті України був відсутнім Кримський півострів. На помилку виданню вказали представники посольства України в Британії, згодом відео було видалено.
З 2013 року «Економіст» має щорічну традицію обирати «країну року» — визначати країну, яка найбільше вдосконалилася та розвинулася за минулий рік. У 2022 році відзнаку отримала Україна на фоні повномасштабного російського вторгнення.

### Реклама
Чимало уваги у розбудові бренду «Економіст» приділялося маркетингу.
Рекламні кампанії журналу засновані на ідеї доступної елітарності. Один із слоганів журналу зазначає, що «Економіст» — це ідеальний буквар для тих, хто хоче справити враження розумної людини за столом. У рекламі присутні всі атрибути журналу: сила інтелекту, незалежність, відсутність підлесливості, інтернаціональний світогляд. Багато реклами спрямовано на створення відчуття, що читач «Економіста» розумніший за інших.
Саме ідея доступної елітарності стала основою для знаменитої плакатної рекламної кампанії «White out of Red». У 1980-х журнал почав співпрацювати з рекламним агентством Abbott Mead Vickers. У той час тираж видання становив близько 70 тис. і надій на зростання не було. Метою кампанії було змусити читачів пишатися тим, що вони читають «Економіст», а інші люди бачать їх за цим заняттям. Треба було сформувати навколо видання клубну атмосферу, а потенційним читачам натякнути, що потратити в цей клуб зовсім нескладно; головна перепустка — інтелект.
Таким чином з'явилися червоні плакати з білим текстом — короткими дотепними фразами у стилі журналу.
Наприклад:
| Мовчання – золото, але не після незручного питання. Оригінальний текст (англ.) Silence is golden except when it follows an awkward question. |
| Згідно аналізу громадської думки, 100% читачів Економіста її мають. Оригінальний текст (англ.) In opinion polls, 100% of Economist readers had one. |
Жодна газета чи журнал на той час не використовувала плакати у такому масштабі, тому «Економісту» вдалося заволодіти вуличною рекламою. Для кожної кампанії купляли рекламні місця на основних дорогах міста: перспективний читач мав змогу їх добре роздивитися, розшифрувати іронію і долучитися до клубу. Для особливого ефекту текст на плакаті прив'язували до місця його розташування — наприклад, на вокзалі висіли плакати з жартами про потяги.
Рекламна кампанія постійно оновлюється, відповідаючи змінам у навколишньому світі й у самому виданні. Серія плакатів виходить щороку в травні і жовтні.

### Головні редактори
- Джеймс Вілсон, 1843—1857 (Герберт Спенсер був співредактором з 1848 до 1853 роки);
- Річард Холт Хаттон[en], 1857—1861;
- Волтер Беджет, 1861—1877;
- Деніел Коннер Летбурі[en], 1877—1881;
- Інгліс Палгрейв[en], 1877—1883;
- Едвард Джонстон[en], 1883—1907;
- Френсіс Ріглі Херст[en], 1907—1916;
- Хартлі Візерс[sv], 1916—1921;
- Сер Волтер Лейтон[en], 1922—1938;
- Джоффрі Кроутер[en], 1938—1956;
- Дональд Таєрман[en], 1956—1965;
- Сер Аластер Берне[en], 1965—1974;
- Ендрю Найт[en], 1974—1986;
- Руперт Пеннант-Рі[en], 1986—1993;
- Білл Еммот[en], 1993—2006;
- Джон Міклтвейт[en], 2006—2014;
- Зенні Мінтон Беддоуз, 2015 — понині.

## Зміст
«Економіст» виходить у журнальному форматі і на журнальному папері, але принципово називає себе газетою. Це пояснюють тим, що крім типових журнальних аналітики та коментарів видання намагається охопити всі ключові події тижня.
Основна увага журналу зосереджена на подіях у світі, політиці та бізнесі. Ведуться регулярні рубрики, присвячені науці та технологіям, літературі та мистецтву. Приблизно кожні два тижні виходять спеціальні репортажі (раніше вони називалися оглядами). Кожні три місяці публікується квартальна рубрика, присвячена огляду останніх трендів та вдосконалень у галузі технологій.
«Економіст» відомий своїм індексом Біг Мака, вперше опублікованим у 1986 році. Купівельна спроможність валют визначається шляхом порівняння цін на гамбургери у різних країнах.
Редакційну позицію «Економіста» можна описати терміном «економічний лібералізм». Журнал підтримує вільну торгівлю, глобалізацію та вільну іміграцію, схвально ставиться до податків на вугілля у зв'язку з глобальним потеплінням, дотримується ліберальної позиції у таких соціальних питаннях як визнання одностатевих шлюбів та легалізація наркотиків. Підтримує урядові заборони у галузі охорони здоров'я, програму тимчасового працевлаштування іммігрантів, амністії, контроль над вогнепальною зброєю і одного разу надрукував некролог Бога.
Журнал часто звинувачує політичні фігури та країни у корупції чи нечесності. Під його критику підпадали: колишній президент Світового банку Пол Волфовіц, прем'єр-міністр Італії Сільвіо Берлусконі, покійний президент Демократичної республіки Конго Лоран-Дезіре Кабіла, голова уряду Зімбабве Роберт Мугабе, колишній президент Аргентини Крістіна Фернандез де Кіршнер. «Економіст» закликав до імпічменту Білла Клінтона, підтримував Барака Обаму на виборах 2004 і 2008 року.

### Стиль і редакційна анонімність
Точка зору «Економіста» викладається послідовно й добре аргументується, у обмежений простір намагаються вмістити якнайбільше інформації. Хоча журнал має багато тематичних авторських колонок, у текстах витримується єдиний стиль. Слова точно добираються, дозволяється стримана дотепність. Журнал прагне створити у читача відчуття, що він написаний одним автором.
Матеріали в «Економіст» не підписуються навіть в авторських рубриках. Статті зазвичай мають визначену точку зору, яка належить не окремому журналісту, а всій редакції. Редакція пояснює це тим, що «багато рук пишуть „Економіст“, але голос у нього один». Себе автори позначають, як правило, словами «ваш кореспондент» чи «цей оглядач». У спеціальних рубриках автор позначає себе назвою рубрики.
Головний редактор традиційно підписує лише один матеріал — той, що пишеться з нагоди його відставки.
Крім того, текст може мати підпис, якщо: це експертна думка відомої особистості; це спеціальний репортаж; він публікується у щорічному спеціальному випуску Year in Review («Огляд року»); якщо є конфлікт інтересів. Імена редакційного колективу можна знайти на сайті видання. Матеріали онлайн-блогів підписуються ініціалами автора, автори друкованих матеріалів мають право вказати своє авторство на особистих сайтах.

Американський письменник Майкл Льюїс розкритикував редакційну анонімність журналу:
Журнал пишуть молоді люди, що прикидаються старими. Якби американські читачі поглянули на прищаві личка своїх гуру економіки, то масово б скасували підписки".
Джон Ралстон Саул також критикує анонімність журналу, але з інших причин: він вважає, що єдиний голос необхідний виданню, щоб видавати суб'єктивну думку за безпристрасну правду.
Оскільки «Економіст» все ж таки має тематичне спрямування, передбачається, що його читач обізнаний у загальних економічних концепціях. Зазвичай економічні терміни не пояснюються, а економічні теорії описуються у кількох словах. При цьому тематичні матеріали не вимагають у читача спеціалізованих знань. Короткі французькі та німецькі цитати і фрази не перекладаються. Журнал обов'язково вказує сферу діяльності навіть дуже відомих людей та організацій.
«Економіст» дозволяє собі стриманий гумор. Зазвичай він виражається у каламбурних підписах до ілюстрацій та у рубриці з листами.

### Структура
У кожному номері «Економіста» незмінно друкується програма:
| Публікується з вересня 1843 року, щоб «брати участь у суворому протистоянні між інтелектом, що рухається вперед, та негідною, боязкою неосвіченістю, що затримує розвиток.» Оригінальний текст (англ.) Published since September 1843 to take part in "a severe contest between intelligence, which presses forward, and an unworthy, timid ignorance obstructing our progress." |
Журнал містить такі рубрики:
- «Світ цього тижня» (The world this week), що займає одну-дві сторінки і становить собою дайджест головних новин тижня;
- «Лідери» (Leaders), у якій розглядаються основні події тижня;
- «Листи» (Letters), у якій публікуються листи від читачів;
- «Брифінг» (Briefing), що містить короткий огляд певної ситуації;
- «Сполучені Штати» (United States), присвячена подіям у США;
- «Америки» (The Americas), присвячена подіям у країнах Північної та Південної Америки;
- «Китай» (China), присвячена подіям у Китаї;
- «Близький Схід і Африка» (Middle East and Africa), присвячена подіям на Близькому Сході та у Африці;
- «Європа» (Europe), присвячена подіям у Європі;
- «Британія» (Britain), присвячена подіям у Великій Британії;
- International, присвячена подіям міжнародного значення;
- «Бізнес» (Bussiness);
- «Економіка та фінанси» (Finance and economics);
- «Наука і техніка» (Science and technology);
- «Література та мистецтво» (Cooks and arts);
- «Економічна та фінансова статистика» (Economic and financial indicators);
- «Некролог» (Obituary).

«Економіст» єдиний серед британських тижневиків представляє авторитетний огляд офіційної статистики, його оцінка має вирішальний характер. Ця інформація представлена у рубриці економічної статистики.
Авторські колонки мають символічні назви, що відповідають їх тематиці:
| Назва рубрики | Тема                                         | Пояснення назви                                                                                       |
| ------------- | -------------------------------------------- | --- |
| Analects      | Китай; з лютого 2012 року                    | Названа на честь «Бесід і суджень» (англ. Analects of Confucius) — збірки афоризмів Конфуція.         |
| Bagehot       | Британія                                     | Названа на честь третього редактора журналу Волтера Беджета.                                          |
| Bello         | Латинська Америка; з січня 2014 року         | Названа на честь Андреса Бельо, дипломата, поета, законодавця та філософа, що жив і працював у Чилі.  |
| Charlemagne   | Європа                                       | Названа на честь французького імператора Карла І Великого (фр. Charlemagne).                          |
| Lexington     | США; з 1942 року                             | Названа на честь місця, де почалася Війна за незалежність США — Лексінгтон, Массачусетс.              |
| Banyan        | Азія; з квітня 2009 року                     | Названа на честь дерева баньян.                                                                       |
| Baobab        | Африка і Близький Схід; з липня 2010 року    | Названа на честь дерева баобаб.                                                                       |
| Buttonwood    | Фінанси; до 2006 року тільки у онлайн-режимі | Названа на честь платана західного — дерева, під яким збиралися перші маклери з Волл-стріт.           |
| Babbage       | Технології; з березня 2010 року              | Названа на честь винахідника Чарльза Беббіджа (англ. Charles Babbage).                                |
| Prospero      | Література та мистецтво                      | Названа на честь персонажа п'єси Вільяма Шекспіра «Буря».                                             |
| Game theory   | Спорт                                        | Названа на честь теорії ігор, що за допомогою математики передбачає можливі виходи з певної ситуації. |
| Schumpeter    | Бізнес                                       | Названа на честь економіста Джозефа Шумпітера (англ. Joseph Schumpeter)                               |

### Листування з читачами
Листи до «Економіста» пишуть великі підприємці, політики, посли, спікери урядів та неурядових організацій. Добре написані або дотепні листи публікуються, обговорюються, часто викликають полеміку. Часто в листах критикується позиція журналу чи його коментарі.
Опубліковані листи зазвичай завдовжки 150—200 слів і починаються з традиційного привітання «Сер».
Раніше сайт журналу мав спеціальний розділ «Вхідні» (англ. The Inbox), де читачі залишали свої коментарі щодо онлайн-матеріалів. Зараз ввели можливість коментування під самим текстом.

## Тираж та поширення
На початку 1990-х, щоб підкреслити елітарність, журнал обрав собі слоган: «The Economist не читають мільйони людей». Сьогодні його тираж становить 1,4 млн примірників.
Журнал йде у друк у четвер, а вже в п'ятницю доставляється передплатникам та у роздрібні торговельні точки. Термін доставки залежить від географії: якщо у Великій Британії передплатники отримують новий випуск у п'ятницю, то до Європи він доходить аж у понеділок.
Як стверджує сам журнал, він друкується у семи друкарнях у різних місцях світу. Крім головного офісу у Лондоні редакції «Економіста» є у Атланті, Пекіні, Берліні, Брюсселі, Каїрі, Чикаго, Лімі, Мехіко, Москві, Мумбаї, Найробі, Нью-Делі, Нью-Йорку, Парижі, Сан-Франциско, Сан-Паулу, Сеулі, Шанхаї, Сингапурі, Токіо, Вашингтоні.

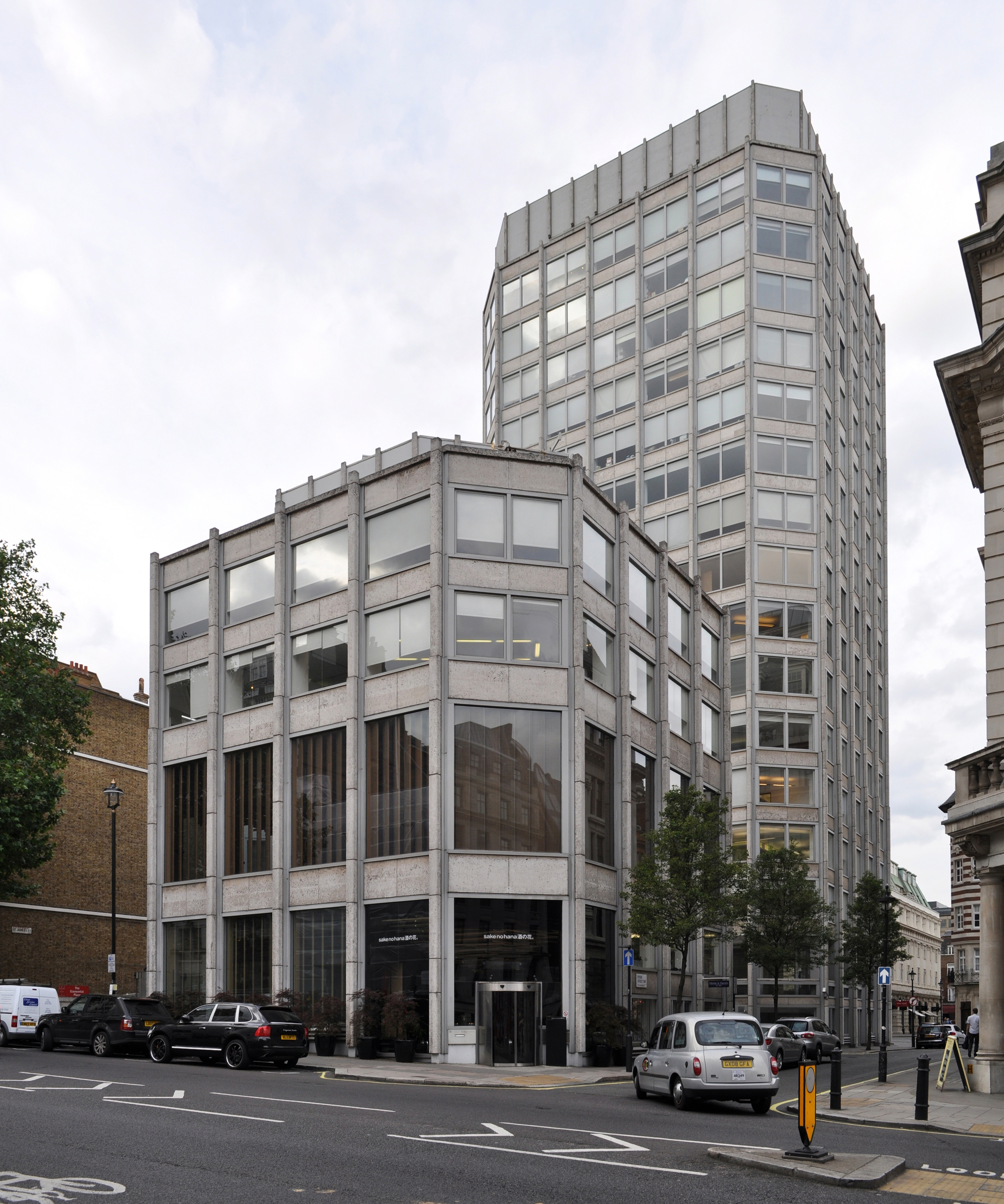
Редакція журналу у Лондоні

Матеріали кожного випуску публікуються у електронному вигляді на сайті ввечері в четвер.
З липня 2007 року «Економіст» почав створювати аудіоверсії журналу. Компанія записує повний текст випуску включно з додатковими сторінками британського видання у форматі mp3. Запис важить 130 мегабайт і з'являється на сайті у 21:00 за Лондоном щочетверга. Скачування безкоштовне для передплатників і за гроші для гостей.
У 2010 року журнал випустив версії для смартфонів.
З 2006 року «Економіст» випускає подкасти, зокрема щоденний новинний подкаст «The Intelligence» та низку тематичних. Станом на 2022 рік подкасти видання охоплювали близько 3 мільйонів людей щомісяця. У 2023 році «Економіст» запустив окрему платну підписку на подкасти. 
Також «Економіст» активно розвиває журналістику у відеоформатах. Станом на травень 2025 року у видання 3,5 мільйони підписників на YouTube.

### Міжнародний статус
Останніми роками «Економіст» випереджає по зростанню популярності інші журнали США: з 1993 по 2006 кількість передплатників зросла вдвічі. Впливова американська некомерційна організація NPR пояснює цей феномен особливостями видавничої політики журналу:

| Успіх The Economist в США пояснюється тим, що журнал дає серйозні відомості зі всіх кутків світу. |
Передплатники журналу — фінансово-спроможні люди: кожен третій передплатник в США має дохід, що перевищує 100 000 американських доларів на рік. Американський видавець «Економіст» в США, Пол Россі (англ. Paul Rossi) відзначає:

| Багато наших передплатників займають дуже високі пости. [...] Нас читають вищі менеджери, політики і фінансисти по всьому світові. |
У той же час, професійна спрямованість журналу не дозволяє йому конкурувати за тиражем з популярнішими виданнями, такими як Newsweek або Time. Як відзначає американський професор журналістики Шамір Хусні (англ. Samir Husni):

| Це дуже спеціалізоване видання, а коли [число передплатників] перевищує півмільйона, ця спеціалізація починає втрачатися і ви перетворюєтеся на масове видання; масовість же погано поєднується з [високим] класом. Оригінальний текст (англ.) It's a very specialized publication and once you go over half a million, you start losing some of that specialty and you start becoming mass and somehow mass and class don't combine. |

## «Світ у…»
Світ у... (англ. The World in) — спеціальний проєкт журналу, містить аналіз, прогнози на майбутній рік від впливових експертів, політиків і ділових людей. Видається з 1986 року. «The World in 2010» було видано в 90 країнах накладом більш ніж півтора мільйона примірників і перекладено на 20 мов.
Українська версія видається з 2011 року спільно з журналом Український тиждень.

## Премії
«Економіст» є спонсором щорічної премії за інновації, що вручається з 2002 року. Номінанти визначаються з 2 по 30 квітня кожного року, церемонія нагородження відбувається 15 листопада.
Змагання відбувається у таких номінаціях:
- Біонаука;
- Комп'ютерні науки та комунікації;
- Енергія та довкілля;
- Соціальні та економічні інновації;
- Бізнес-інновації;
- Продукти для споживачів;
- Спеціальна категорія «Без кордонів».

У 1999 р. «Економіст» спільно з Royal Dutch Shell організував всесвітній письменницький конкурс «Світ у 2050». Перший приз становив 20,000$ та публікацію у щорічному виданні «Світ у…» (англ. The World In…). Було отримано більш ніж 3000 робіт.

## Цензура
«Економіст» часто піддають цензурі через конфлікти з владою.
Рубрики, що критикують авторитарні режими деяких країн, видаляються з журналу. Так, журнал мав складності з правлячою партією Сингапуру, підпадає під цензуру у Індії через «неавтентичні» карти Кашміру. 2006 року Іран заборонив продаж журналу через те, що там містився матеріал, у якому Перську затоку назвали просто «затока» (формулювання має політичне значення через дискусію з назви Перської затоки).
Уряд Зімбабве ув'язнив кореспондента «Економіст» Ендрю Мелдрума, звинувативши його у публікації неправдивої інформації. Причиною став матеріал про жінку, яку обезголовили прихильники правлячої партії Зімбабве. Врешті решт інформацію спростували, оскільки її нібито сфабрикував чоловік вбитої. Кореспондента виправдали, звільнили з-під варти і одразу ж виписали наказ про депортацію.